# Jikji
Il Jikji (직지?, ChikchiMR), abbreviazione di Baegun hwasang chorok buljo jikji simche yojeol (백운화상초록불조직지심체요절?, 白雲和尙抄錄佛祖直指心體要節?; lett. "Antologia di insegnamenti Zen dei patriarchi buddisti del monaco Baegun"), è un libro sul buddismo coreano. Risalente alla dinastia Goryeo, è stato pubblicato nel tempio Heungdeok nel 1377, ed il più antico libro stampato utilizzando caratteri mobili metallici, inserito dall'UNESCO nella Memoria del mondo. Mentre il primo volume è andato perduto, il secondo e ultimo è conservato presso la Biblioteca nazionale di Francia.

## Storia
Il Jikji venne scritto nel 1374 dal monaco buddista Baegun (1298-1374, nome buddista Gyeonghan) nel tempio Chwiam di Yeoju.
Come riportato sull'ultima pagina, la stampa con caratteri mobili metallici terminò nel 3º anno del re U di Goryeo (1377) nel tempio Heungdeok a Cheongju. Alla pubblicazione parteciparono due studenti di Baegun, i sacerdoti Seoksan e Daldam, mentre la sacerdotessa Myodeok contribuì con una donazione. Originariamente era costituito da due volumi per un totale di 307 capitoli, ma il primo andò perduto.
Nel maggio 1886, Corea e Francia stipularono un trattato militare e commerciale, e questo portò, un anno dopo, alla normalizzazione delle relazioni diplomatiche ufficiali attraverso la piena ratificazione del trattato da parte di Kim Yunsik (1835-1922) e Victor Collin de Plancy (1853-1924). Plancy, laureato in giurisprudenza e buon conoscitore del cinese, per sei anni lavorò come traduttore presso la delegazione francese in Cina. Nel 1888 si recò in Corea nella veste di primo console francese nel Paese, e vi rimase per otto anni, prima come console e poi come ambasciatore. Durante la sua lunga permanenza nella penisola, Plancy collezionò ceramiche e libri antichi, permettendo al suo segretario personale, proveniente da Seul, di catalogarli, e quando tornò in Francia, portò con sé il secondo volume della versione stampata con caratteri mobili metallici del Jikji. Essa divenne globalmente nota nel 1901, quando venne inclusa nell'appendice dell'Hanguk Seoji, compilato dal sinologo francese Maurice Courant (1865-1935). Giunse poi nelle mani di Henri Véver, un collezionista di classici, durante un'asta all'Hotel Drouot nel 1911; quando questi morì, nel 1950, fu donato alla Biblioteca nazionale di Francia, che nel 1972, quando la bibliotecaria Park Byeong-seon (1923-2011) lo ritrovò e dimostrò che precedeva la Bibbia di Gutenberg di 78 anni, lo espose durante gli eventi per l'Anno internazionale del libro a Parigi, destinandolo poi alla conservazione nella divisione Manoscritti orientali.
Nel 1992 fu aperto a Cheongju un museo dedicato alle stampe antiche che dal 2000 ha come tema centrale il Jikji. Il 4 settembre 2001 l'opera venne ufficialmente aggiunta alla lista di Memorie del mondo dell'UNESCO. Il Premio Jikji Memoria del Mondo venne invece istituito nel 2004 per commemorare la stesura del libro.

## Caratteristiche
Il Jikji si compone di due volumi e propone gli elementi essenziali del buddismo Seon attraverso una raccolta di sunti tratti da elogi, canti, precetti e dialoghi dei monaci buddisti più venerati. Baegun lo compilò affinché servisse da guida per gli studenti del buddismo, religione nazionale della Corea sotto la dinastia Goryeo (918-1392).
Le dimensioni del volume sopravvissuto sono 24,6 x 17,0 cm. Ha una carta molto leggera e bianca, e il titolo pare essere ricalcato con dell'inchiostro indiano non originale. La copertina riporta in francese "Il più antico libro coreano conosciuto stampato con caratteri stampati, con 1377 come data", scritto da Maurice Courant. Le righe non sono diritte, ma leggermente oblique. Si notano vistose differenze di spessore dell'inchiostro sulla carta, con numerose macchie. Anche alcuni caratteri, come "giorno" (日) o "uno" (一), sono stampati a rovescio, mentre la stampa di altri è soltanto parziale.
Esiste anche una versione stampata con caratteri lignei proveniente dal tempio Chwiam, che consiste dei due volumi completi ed è conservata alla Biblioteca nazionale della Corea, nei templi Jangsagak e Bulgap, e all'Accademia di studi coreani a Seongnam.

## Polemica sulla proprietà delJikji

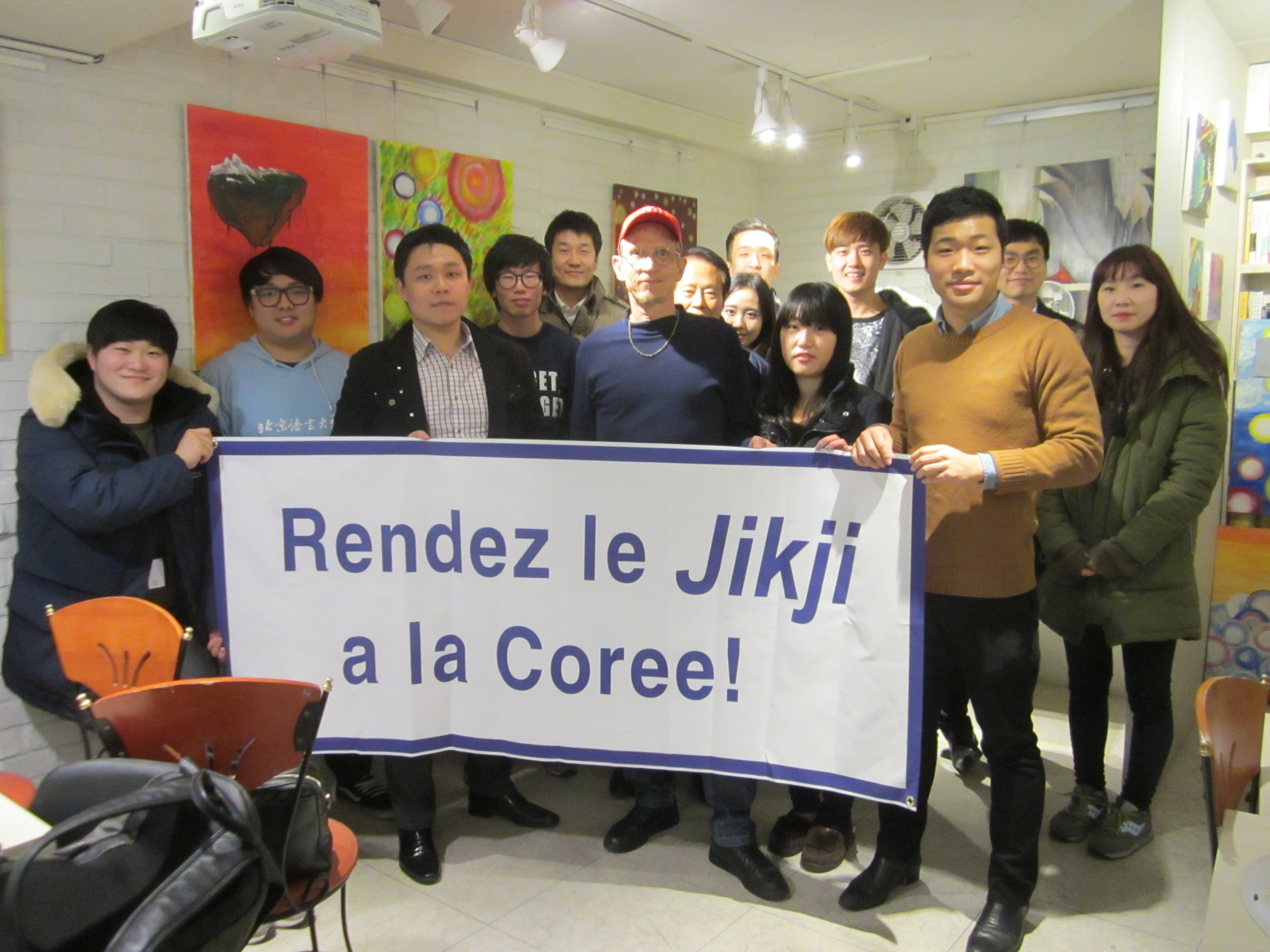
Attivisti per la restituzione del Jikji ai coreani.

Il diritto di proprietà sul Jikji è conteso tra la Biblioteca nazionale di Francia e la Corea del Sud. L'istituzione francese porta come argomento il fatto che non sia soltanto un artefatto di importanza nazionale per la Corea, ma di eccezionale rilievo per tutta l'umanità; in più, per i sostenitori della causa francese il libro potrebbe essere conservato meglio in Francia, grazie al prestigio e alle risorse di cui la Biblioteca dispone. Al contrario, la Corea, e specialmente la città di Cheongju, vorrebbe le venisse restituito in virtù dell'ingegnosità culturale della stampa e del significato storico che esso ricopre per il popolo coreano.